# Harald Baum
Harald Baum (* 13. Mai 1952 in Hamburg) ist ein deutscher Jurist und Hochschullehrer.

## Leben
Er studierte in Hamburg und an der Albert-Ludwigs-Universität Freiburg. Nach der Zulassung zur Rechtsanwaltschaft (Hamburg, 1981) und der Promotion Hamburg (1984) ist er seit 1985 wissenschaftlicher Referent am Max-Planck-Institut für ausländisches und internationales Privatrecht. Nach der Habilitation Hamburg (2004) lehrt er seit 2010 als Professor an der Universität Hamburg.
Seine Forschungsschwerpunkte sind japanisches Recht, deutsches und europäisches Handels- u. Wirtschaftsrecht, insbesondere Gesellschafts- und Kapitalmarktrecht, Internationales Privat- und Verfahrensrecht, Rechtsvergleichung.
2019 wurde Baum der Eugen-und-Ilse-Seibold-Preis der Deutschen Forschungsgemeinschaft zugesprochen.

## Mitgliedschaften
- Mitglied im Netzwerk Wissenschaftsfreiheit.[2]

## Schriften (Auswahl)
- Alternativanknüpfungen. Begriff, Funktion, Kritik . Tübingen 1985, ISBN 3-16-645028-9.
- Marktzugang und Unternehmenserwerb in Japan. Recht und Realität am Beispiel des Erwerbs von Publikumsgesellschaften. Heidelberg 1995, ISBN 3-8005-1151-7.
- Japanese business law in western languages. An annotated selective bibliography. Buffalo 2013, ISBN 978-0-8377-3895-6.

## Veröffentlichungen
- mit Moritz Bälz, Marc Dernauer, Christopher Heath und Anja Petersen-Padberg: Business Law in Japan – Cases and Comments – Intellectual Property, Civil, Commercial and International Private Law. Writings in Honour of Harald Baum. Kluwer Law International, Alphen aan den Rijn 2012, ISBN 978-90-411-3891-0.